# Jardin des plantes de Poitiers
Le jardin des plantes de Poitiers est un jardin des plantes situé à côté de l'IAE Poitiers. Sa superficie est de 1,5 ha et il dispose d'une grotte artificielle, d'un bassin, d'une serre tropicale, et d'une centaine d'arbres et arbustes âgés.

## Historique
Le jardin des plantes de Poitiers a été créé par des professeurs de la faculté de médecine de l'université de Poitiers en 1869 à la place des jardins de l'Hôtel-Dieu. Paschal Le Coq, doyen de la faculté de médecine, avait établi le premier jardin des plantes de Poitiers en 1621 mais il a fallu déménager plusieurs fois le Jardin avant d'arriver à l'emplacement actuel.

## Galerie
|                                                |
| Composition représentant le blason de Poitiers |

|                                |
| Pont et passage près du bassin |

|        |
| Bassin |

|                |
| Jardin potager |

|                 |
| Serre tropicale |

|        |
| Arbres |